# أبو ركبة (كعيدنة)

تعديل مصدري - تعديل

أبو ركبة هي إحدى قرى عزلة الغربي بمديرية كعيدنة التابعة لمحافظة حجة، بلغ تعداد سكانها 548 نسمة حسب تعداد اليمن لعام 2004.